# Thaïs (film, 1911)
Pour les articles homonymes, voir Thaïs.
Thaïs est un film muet français réalisé par Louis Feuillade et sorti en 1911.

## Fiche technique
- Réalisation et scénario : Louis Feuillade d'après l’œuvre éponyme d'Anatole France
- Société de production : Société des Établissements L. Gaumont
- Pays : France
- Format : Muet - Noir et blanc - 1,33:1 - 35 mm
- Durée : inconnue
- Date de sortie : 
  -  France - 1911
  - USA 1911 The Atonement of Thais

## Distribution
- Luitz-Morat